# Mercedes-Benz W100
Mercedes-Benz W100 (він же «Mercedes-Benz 600») — один із найпрестижніших лімузинів XX століття, що випускався західнонімецькою компанією Mercedes-Benz у 1963—1981 рр. Автомобіль, який не мав аналогів у світі, став символом вищої розкоші і престижу, і велика частина власників — знаменитості 60, 70 і 80-х років XX століття. Бувши рідкісною моделлю, лімузин досі користується величезним попитом як класичний автомобіль.

## Двигун

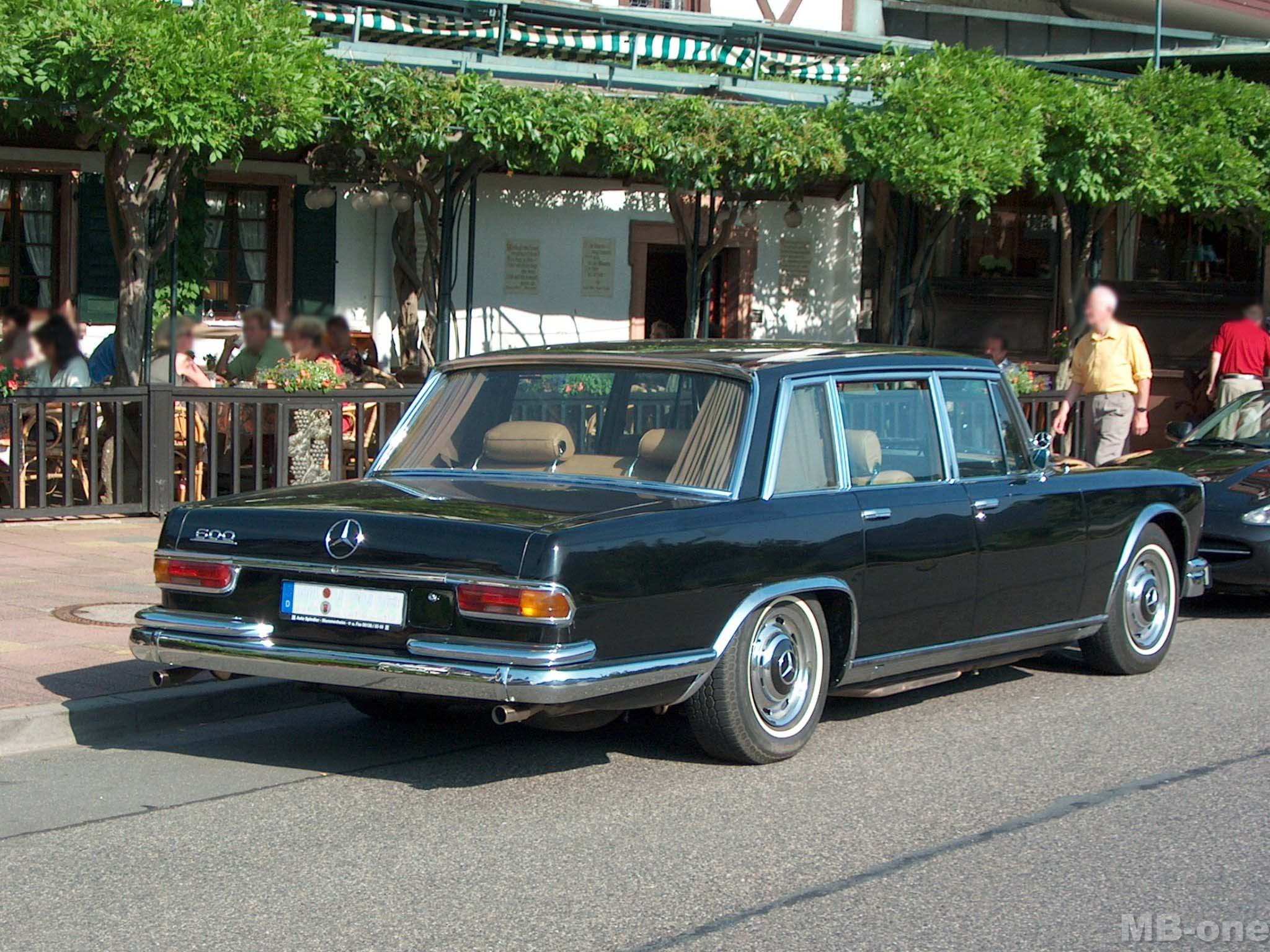
Mercedes-Benz 600

Для цього великогабаритного лімузина Mercedes-Benz вперше за весь післявоєнний час розробив новий восьмициліндровий V-подібний двигун з позначенням M100. Об'ємом 6332 см³, потужністю 247 к.с. і обертовим моментом 503 Нм, двигун приводив в дію також агрегати пневматичної підвіски кузова. Але головне, міг розігнати великий автомобіль до 205 км/год — швидкість, яку в 1963 році міг перевершити лише Porsche 911.

## Різновиди

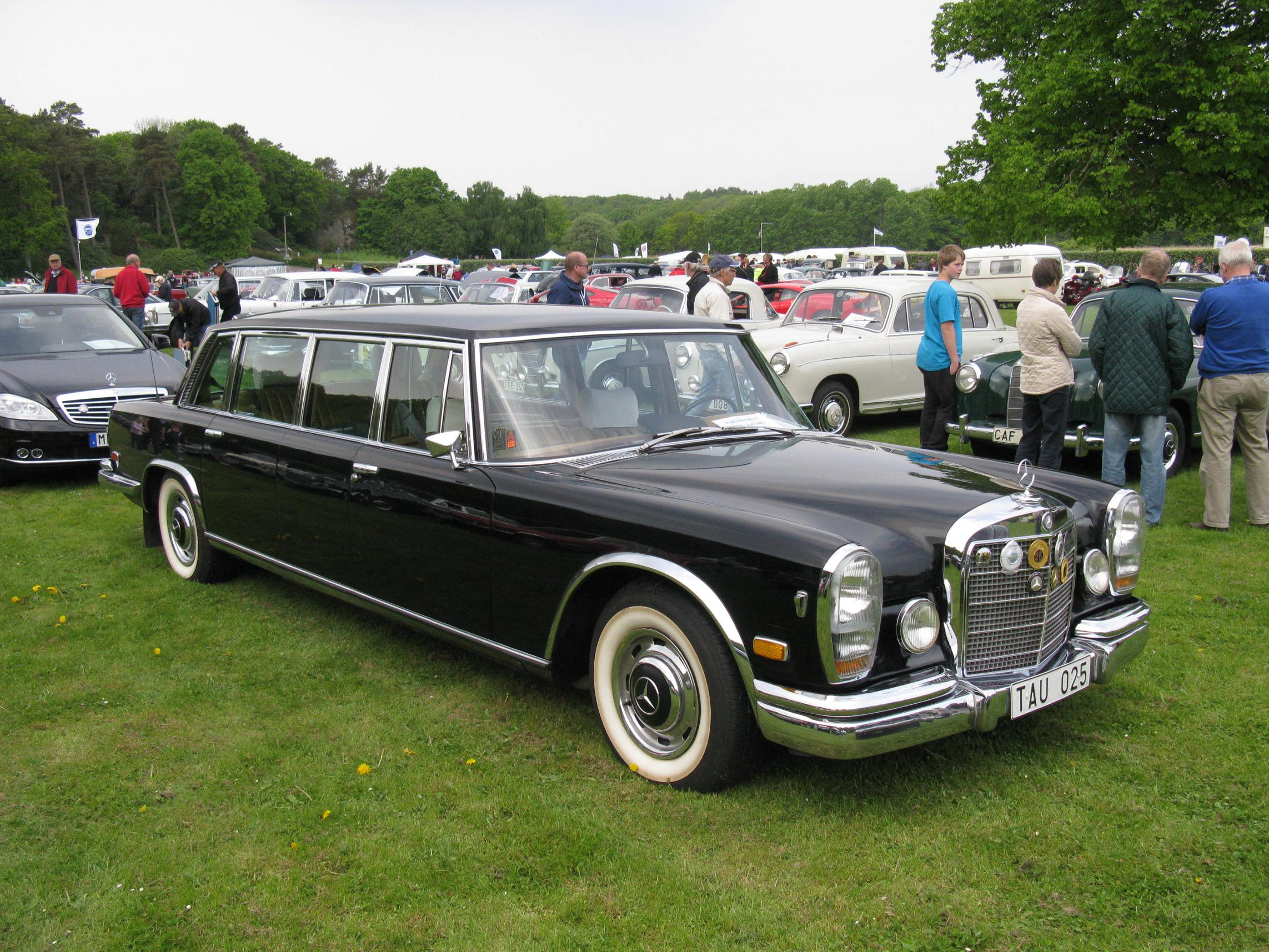
Mercedes-Benz 600 Pullman

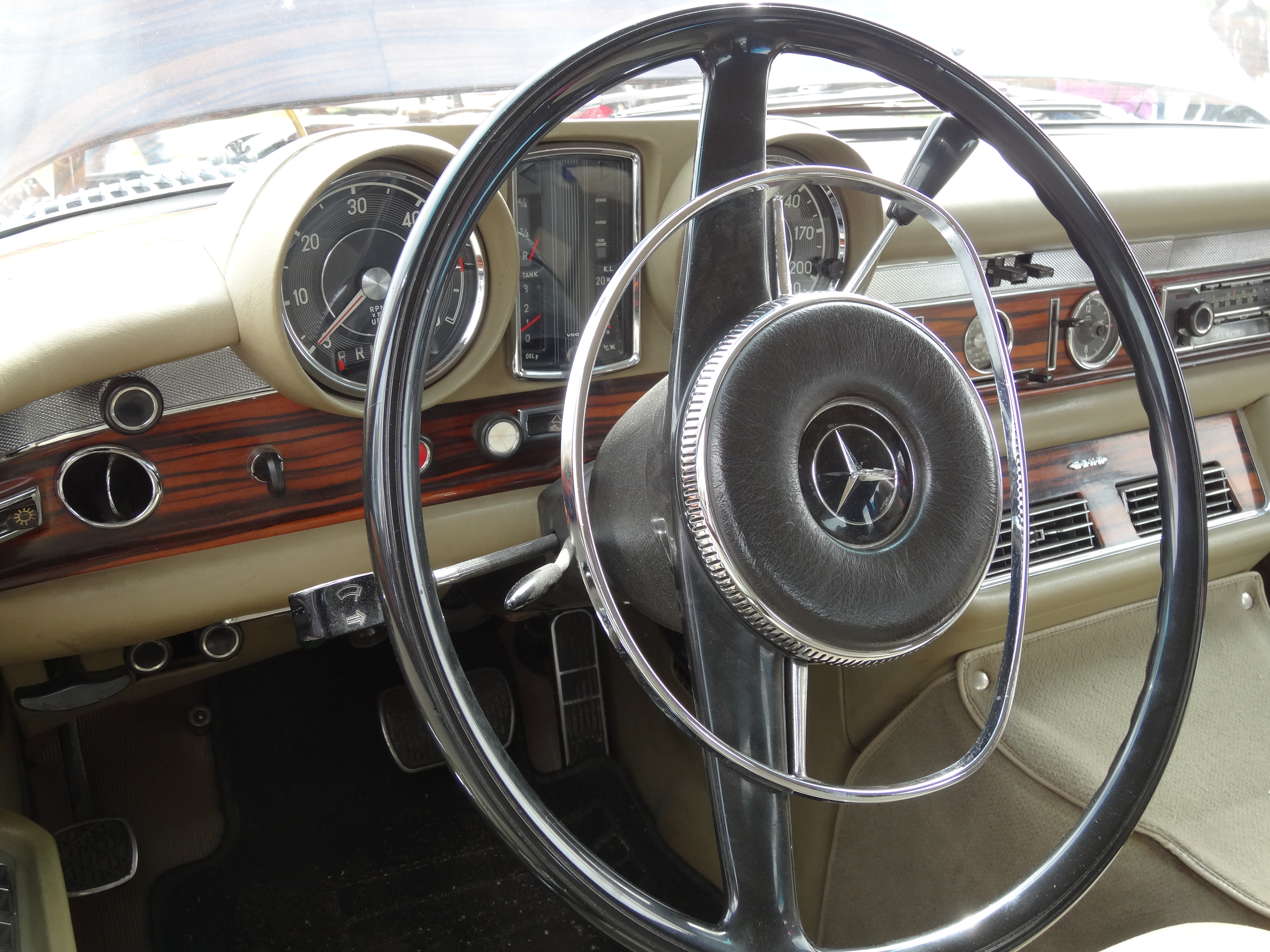

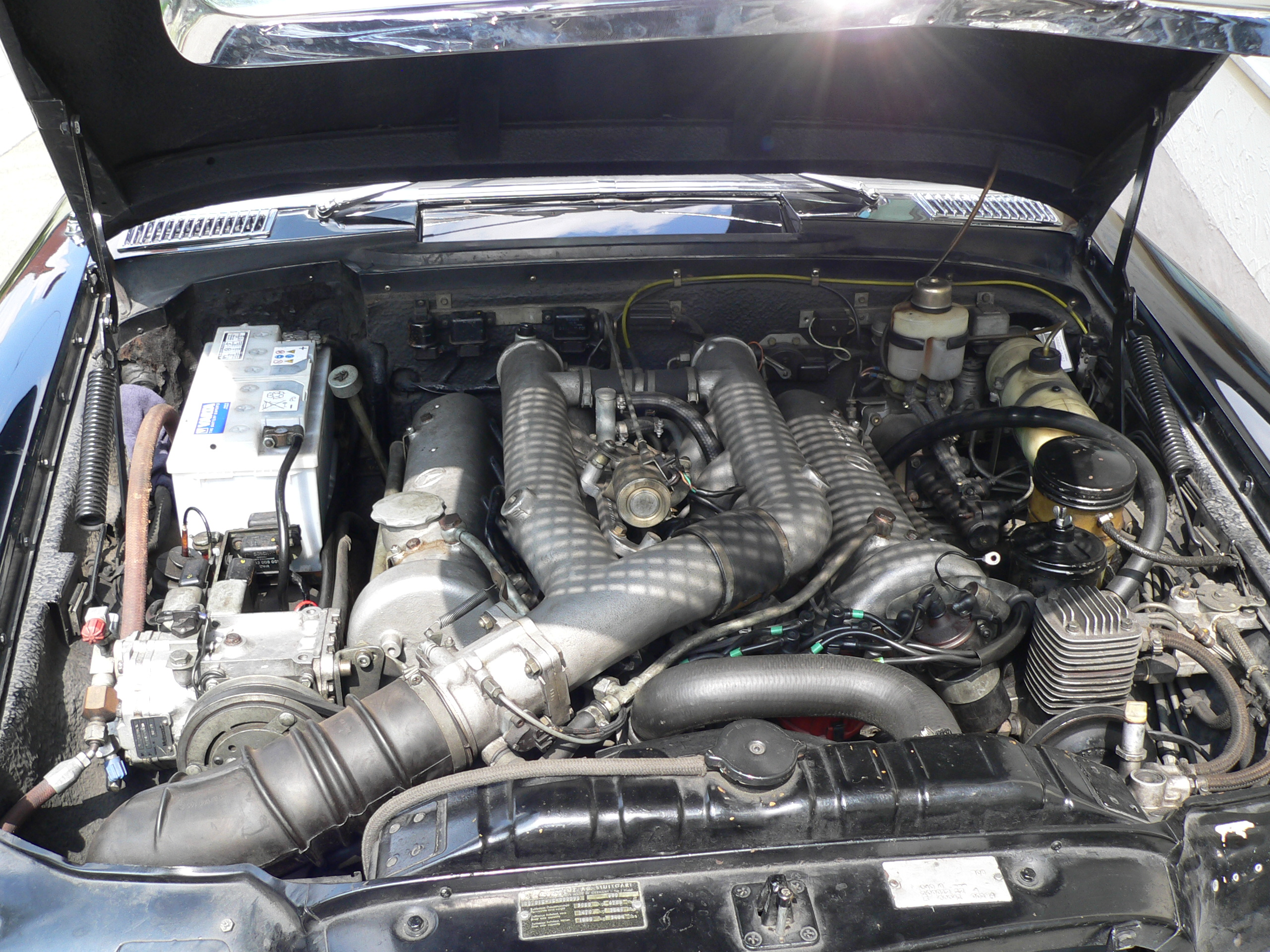
Mercedes-Benz 600

Автомобіль, який збирався вручну, мав два типи кузова: «звичайний» лімузин і подовжений «Pullman», що відрізнявся лише довжиною колісної бази. «Короткий» автомобіль мав дві версії салону, стандартний і розділений, в якому передні місця від задніх відділялися підйомною скляною перегородкою.
Довгі Пульмани мали очевидніші різновиди. Лімузини випускалися насамперед у чотирьох- і шестидверних комбінаціях. Перші мали два зворотних крісла, що дали місткість до чотирьох персон, другі мали центральний ряд з двома невеликими кріслами «швейцарів». Всього було випущено 428 довгих лімузинів. Існувала також мала серія відкритих ландо (59 автомобілів), де задня частина даху над пасажирським відсіком відкидалася як у кабріолета. В основному такі моделі закуповувалися для парадних цілей.
Були побудовані також два купе, один з них як подарунок для головного дизайнера автомобіля — доктора Рудольфа Уленхаута — при його виході на пенсію.